# Oglindă, Oglinjoară (film)
Oglindă, Oglinjoară (2012, denumire originală Mirror Mirror) este un film de comedie, fantastic, bazat pe povestirea Albă ca Zăpada de frații Grimm. Filmul este regizat de Tarsem Singh și în rolurile principale interpretează actorii Lily Collins, Julia Roberts, Armie Hammer, Nathan Lane și Sean Bean.